# 太寧岩頭長頜魚
太寧岩頭長頜魚，為輻鰭魚綱骨舌魚目象鼻魚科的其中一種，分布於非洲肯亞Tana河流域，體長可達15.2公分，棲息在底層水域。

## 外部連結
下口岩頭長頜魚的圖片（页面存档备份，存于）